# Нови Тенедос
Нови Тенедос (грч. Νέα Τένεδος, Неа Тенедос) је насељено место у општини Нова Пропонтида у периферији Средишња Македонија, Грчка. Према попису из 2021. године било је 399 становника.
Према бугарском географу и историчару, Василу Канчову, у Новом Тенедосу је 1900. године живело 75 Турака. Током Првог светског рата турско становништво је напустило село. Године 1924. насељено је 58 
грчких избегличких породица, којих је на попису из 1928. године било 216. Село се раније звало Кара Тепе.